# EGroupware
EGroupware ist eine Groupware, auch als Collaboration Software bezeichnet, die auf PHP/JavaScript-Basis entwickelt wird.
Über eine Weboberfläche stellt EGroupware Funktionen wie E-Mail, Kalender, Aufgabenverwaltung, Projektmanagement, Dateimanager, Zeitdokumentation oder Wiki bereit. Die Funktionen können je nach Bedarf als Module aktiviert werden. Die Software ist aus einer Abspaltung der freien phpGroupWare entstanden. Das Projekt verbreitet seine Software unter den Bedingungen der GNU General Public License (GPL). Das Entwicklerteam besteht aus Entwicklern aus den Ländern Deutschland und Kanada.
EGroupware ist Open-Source-Software. Sowohl für den privaten Gebrauch, als auch zur kommerziellen Nutzung gibt es eine kostenlose Version. Die kostenfreie Open Source Option von EGroupware heißt Community Edition „CE“. Diese ist lizenziert unter der GNU General Public License v.2.0 (GPL2).
Kommerzielle technische Unterstützung und Hosting-Angebote stehen für EGroupware ebenfalls zur Verfügung. Die EGroupware Enterprise Line „EPL“ stellt erweiterte Business-Funktionen und erweiterten Support bereit. Kunden hierfür sind mittelständische Unternehmen, Konzerne sowie Bildungs- und Forschungseinrichtungen.
In Brasilien wird EGroupware von vielen Behörden und Unternehmen verwendet und arbeitet dort in Netzwerken mit mehr als 10.000 Clients.

## Eigenschaften
EGroupware wird in der Skriptsprache PHP/TypeScript entwickelt und ist daher plattformunabhängig (Linux, Windows). Als Datenbanken sind Open-Source-Datenbanken (MariaDB, PostgreSQL oder auch MySQL) verwendbar. Die Authentifizierung kann gegen die eigenen Benutzerkonten in SQL sowie auch LDAP, Mailserver, Active Directory (AD), CAS, SAML 2.0/Shibboleth/SimpleSAMLphp und andere erfolgen.
Vergleichbare Programme sind proprietäre Groupware-Server wie Microsoft Exchange oder Lotus Domino.
EGroupware kann Mailserver (Dovecot, Cyrus) verwalten. Benutzerverwaltung, E-Mail-Konten, Abwesenheitsnotizen/Filter (per Sieve), Mail-Aliase, Quotas und Weiterleitungen werden direkt in EGroupware administrierbar bzw. vom Anwender einstellbar. Ein passender E-Mail-Server wird als Installationspaket angeboten.

### Anwendungen und Funktionen
EGroupware beinhaltet folgende Anwendungen:
- Adressbuch
- Kalender
- E-Mail-Client
- Aufgabenverwaltung
- Dateiserver
- Filesharing
- Kanban-Board
- Wissensdatenbank
- Projektverwaltung
- Stundenzettel
- Ressourcenmanagement
- Wiki
- Content-Management-System
- Synchronisation (CalDAV, CardDAV, WebDAV, ActiveSync)
- Nachrichten
- Lesezeichen
- Ticket-System
- etemplate2 (Anpassen der Masken und Entwicklung eigener Anwendungen)

Weitere ein-/angebundene Anwendungen:
- Chat (Rocket.Chat)
- Videokonferenz (Jitsi/BigBlueButton)
- Remote-Desktop (Apache Guacamole)
- Online-Office (Collabora Online)
- VIDOTEACH  (Lernen und lehren mit interaktiven Lernvideos)

## Versionen und Versionsgeschichte
Die Version 1.4 ist im Mai 2007 erschienen. Besonders im Adressbuch, dem Kalender und der Benutzerverwaltung wurde das Programm deutlich weiterentwickelt. Die nächste Version sollte ein neues Programm zur zentralen Dateiablage beinhalten, das die Funktionen von Filemanager und MyDMS in sich vereint.
Für den 25. November 2008 wurde die Version 1.6 offiziell angekündigt. Diese beinhaltet neben der oben bereits erwähnten Dateiablage, neue Funktionen im E-Mail-Client und Helpdesk. Auch die Gestaltung der Oberfläche wurde optimiert. Viele Vorschläge und Fehlerbehebungen aus der Community sind während der Entwicklung eingeflossen.
Für kurze Zeit war Tine 2.0 ein offizielles Subprojekt von EGroupware. In diesem Subprojekt ging es um die Entwicklung von zukünftigen Technologien für das EGroupware-Projekt. Aufgrund interner Unstimmigkeiten haben sich das EGroupware-Projekt und Tine 2.0 aber im Februar 2008 voneinander getrennt.
Seit Juli 2009 ist die erste professionelle Version von EGroupware erhältlich, die in Form einer Software-Subskription vertrieben wird. Diese „EGroupware Premium Line“ genannte Produktlinie beinhaltet einen Wartungsvertrag für den Quellcode und entsprechende RPMs, so dass eine automatische Aktualisierung möglich ist.
Version 14.2 ist seit Dezember 2014 verfügbar.
E-Share-Option: Ab Version 14.2 beinhaltet der EGroupware Filemanager eine Filesharing-Option zum vereinfachten Dateiaustausch. Sie beinhaltet z. B. die Möglichkeit, Freigabe-Links zu Dateien auch an Personen zu versenden, die EGroupware nicht nutzen. Außerdem können Dateien per Drag and Drop verschoben werden. Der Filemanager wird als Alternative zum Filehosting-Dienst Dropbox eingesetzt.
Home Bildschirm: Der Home Bildschirm ist eine virtuelle Pinnwand, die dem Nutzer wichtige Kontakte, Projekte oder Aufgaben schneller zugänglich machen soll.
Mobile Template: Die dritte Neuerung ab 14.2 ist das Mobile Template, das für kleine Bildschirme und Touchbedienung optimiert wurde. Es ermöglicht eine Nutzung von EGroupware auf Tablets und unterstützt die Bedienung über Wischgesten und eine Anpassung des Formats bei Drehung des Geräts.
Version 16.1 der quelloffenen Kollaborationssoftware EGroupware steht zum Download bereit. Die Software bringt eine neue Oberfläche für Mobilgeräte sowie Ende-zu-Ende-Verschlüsselung mit PGP. In der Cloud-Variante lässt sie sich 30 Tage lang testen.
Komplett überarbeitet haben die Macher von EGroupware die Benutzerschnittstelle im Browser. Der Kalender etwa erlaubt damit Drag and Drop sowie Kontextmenüs. Responsivität für schmale Displays wie auf Smartphones oder Tablets ist ebenfalls hinzugekommen. Für den Desktop stehen neue Templates bereit.
Unter der Haube erlaubt das Mailvelope-Plug-in die Ende-zu-Ende-Verschlüsselung von Mails mit PGP. Synchronisation mit Mobilgeräten läuft über die freie ActiveSync-Implementierung Z-Push 2.3.
Version 17.1 erweitert die Möglichkeiten der Zusammenarbeit durch die Integration von Collabora Online Office. Texte oder Tabellen können gemeinsam in Echtzeit bearbeiten werden. Dabei stehen alle in EGroupware gesammelten Daten über Vorlagedokumente mit Platzhaltern für die Weiterverarbeitung Online zur Verfügung. Die Speicherung als PDF erfolgt wieder direkt im Online Office. Außerdem haben die Entwickler in die Version 17.1 auch S/MIME-Verschlüsselung integriert, hierfür ist kein extra Browser-Plugin erforderlich und steht damit auch auf Mobilgeräten zur Verfügung. Die Anmeldeseite und die internen Benachrichtigungen wurden überarbeitet. Das Adressbuch bietet eine flexible Duplikaten-Suche und Massenvereinigung von Duplikaten an.
Version 19.1 wird in der Standard-Installation als Dockercontainer installiert. Zusätzlich wurde die Zwei-Faktor-Authentisierung und eine Messengerfunktion implementiert. Des Weiteren ist die DSGVO berücksichtigt worden.
Version 20.1 wurde am 12. August 2020 veröffentlicht. Mit ihr wurde eine neue Anwendung smallPART für videogestütztes Lernen & Lehren integriert. Ein Push-Server wurde implementiert und der Quellcode auf TypeScript umgestellt.
Noch vor Veröffentlichung der Version 20.1 wurden bedingt durch die Corona-Pandemie die Videokonferenz-Lösung Jitsi und die Web-Remote-Desktop-Lösung Apache Guacamole integriert.
Am 25. Mai 2021 wurde Version 21.1 freigegeben. Das Modul smallPART (Tool für videogestütztes Lernen) unterstützt nun Tests und Prüfungen mit Single-Choice, Multiple-Choice und offene Textfragen. Neu hinzugekommen ist ein integriertes Kanban-Board und eine Integration von Cloud-Telefonanlagen (CTI). Weitere Neuerungen: EGroupware Firewall, Dark Mode, Filesharing für interne Benutzer, EGroupware Mailserver.
Die Version 23.1 vom 14. März 2023 bringt eine Technologieumstellung für das Webinterface auf Web Components und Lit mit und modernisiert somit die Benutzeroberfläche. Die Zeiterfassung wurde erweitert, um neben den Projekt-/Ticket- und Aufgabenzeiten auch Arbeitszeiten zu erfassen. E-Mail-Konten von Microsoft 365 und Gmail können auch per OAuth eingebunden werden. Im Dateimanager können für Benutzer/Gruppen Quota festgelegt und überwacht werden.
Mit der Version 23.1.20241128 vom 28. November 2024 wurde das neue optionale Theme "Fancy" eingeführt und die Icons auf Bootstrap umgestellt.

## Synchronisation mit Mobilgeräten
EGroupware lässt sich mit Apple- und Androidgeräten synchronisieren. Hier werden Termine, Adressbucheinträge und Aufgaben (aus der InfoLog-Anwendung) synchronisiert. Als Synchronisationsschnittstellen sind ActiveSync, CardDAV, CalDAV und WebDAV (Dateizugriff) implementiert.

## Screenshots

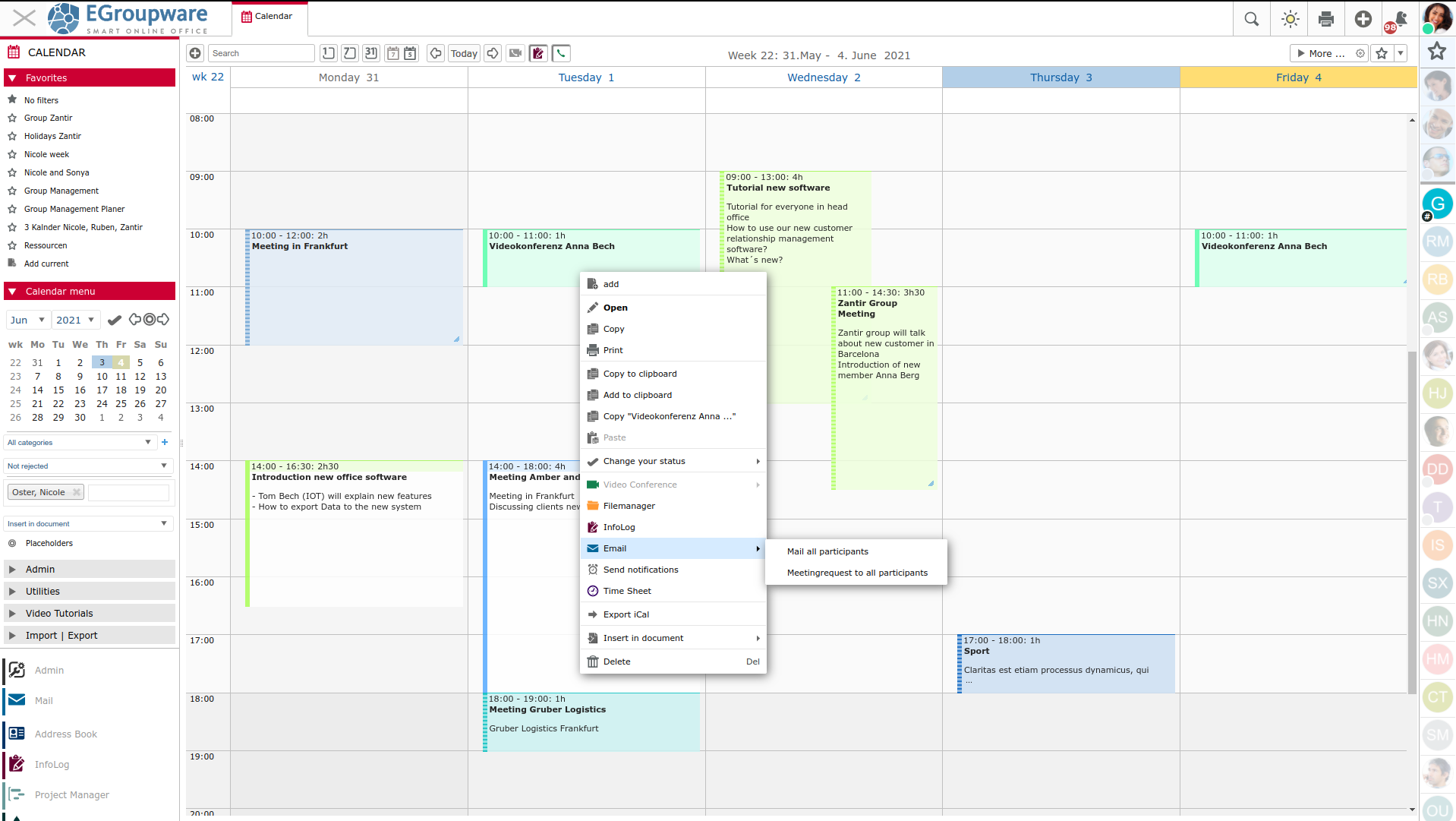
EGroupware Kalender im Desktop-Webbrowser mit Kontextmenü
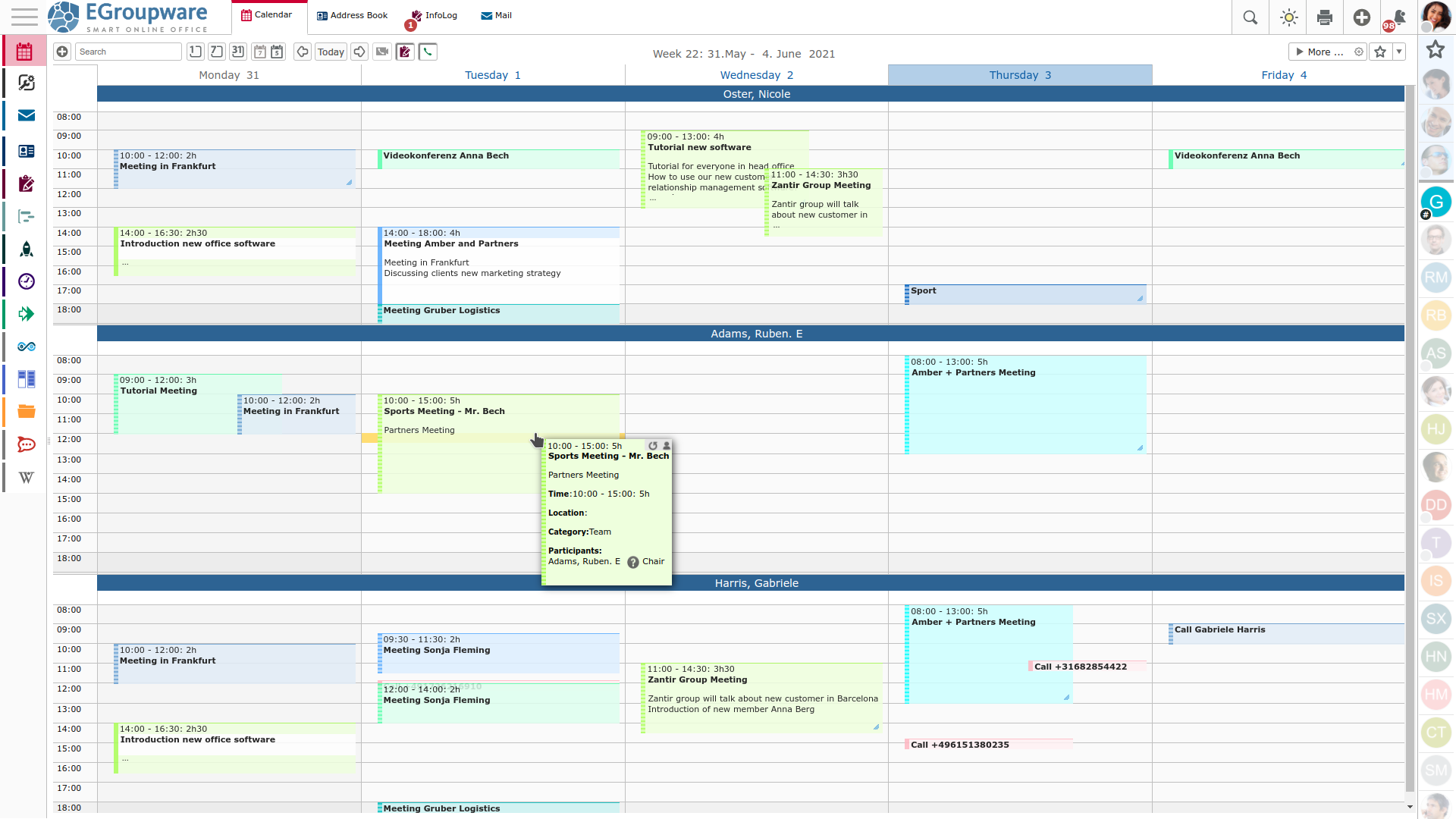
EGroupware-Kalender im Desktop-Webbrowser - Planer nach Benutzer mit Tooltip
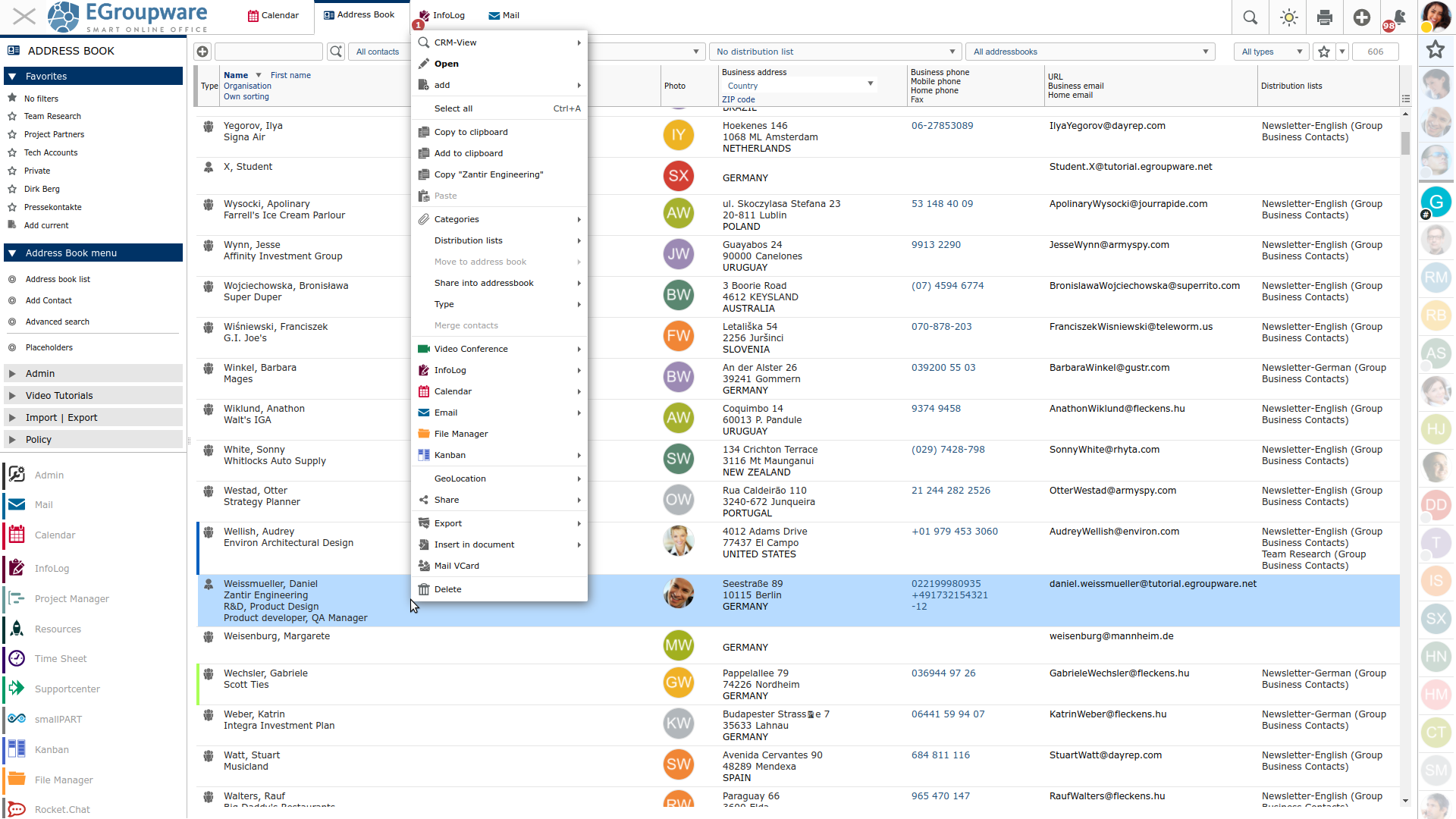
EGroupware Adressbuch im Desktop-Webbrowser mit Kontextmenü
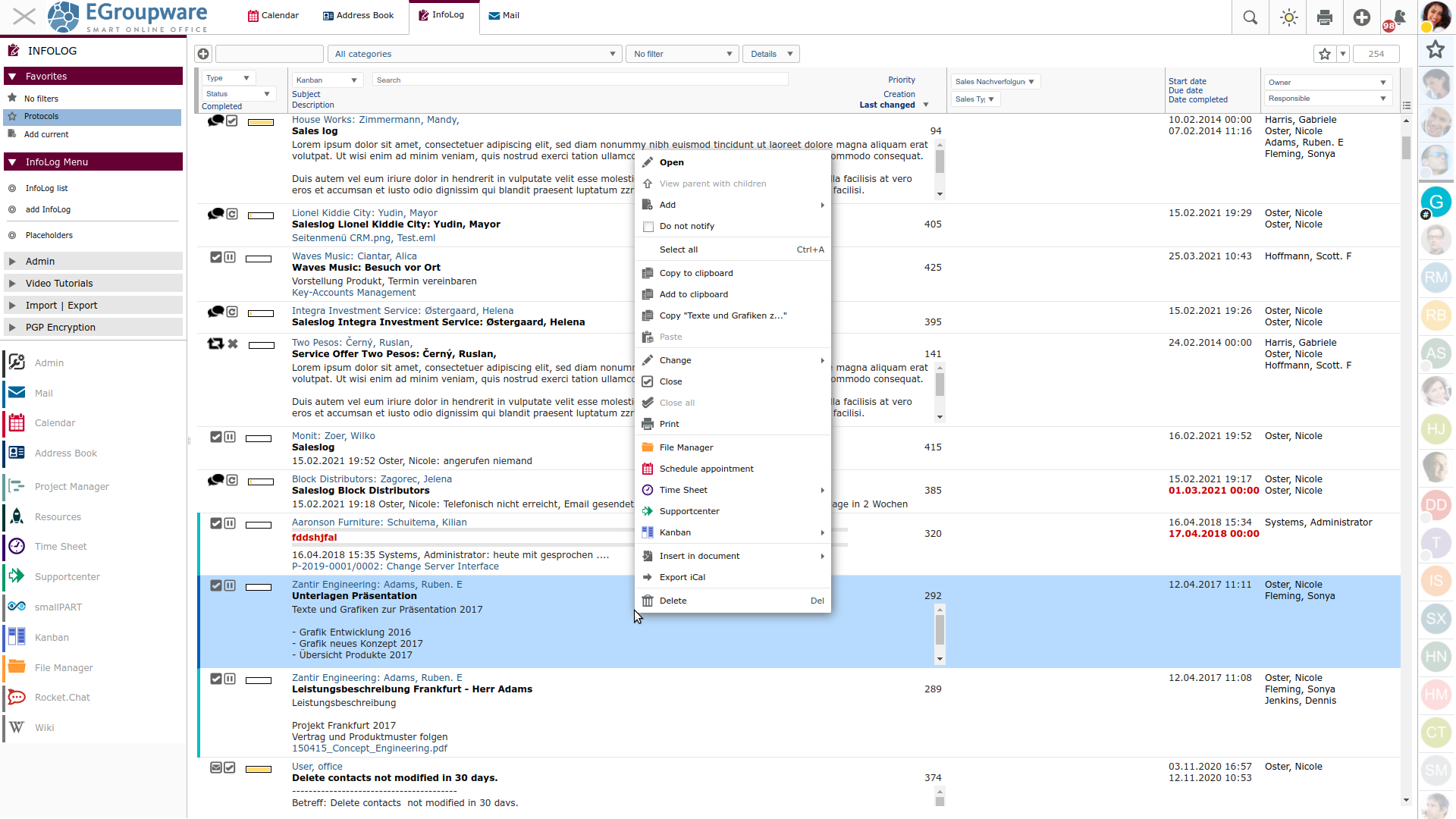
EGroupware InfoLog (Aufgaben, Notizen, ...) im Desktop-Webbrowser mit Kontextmenü
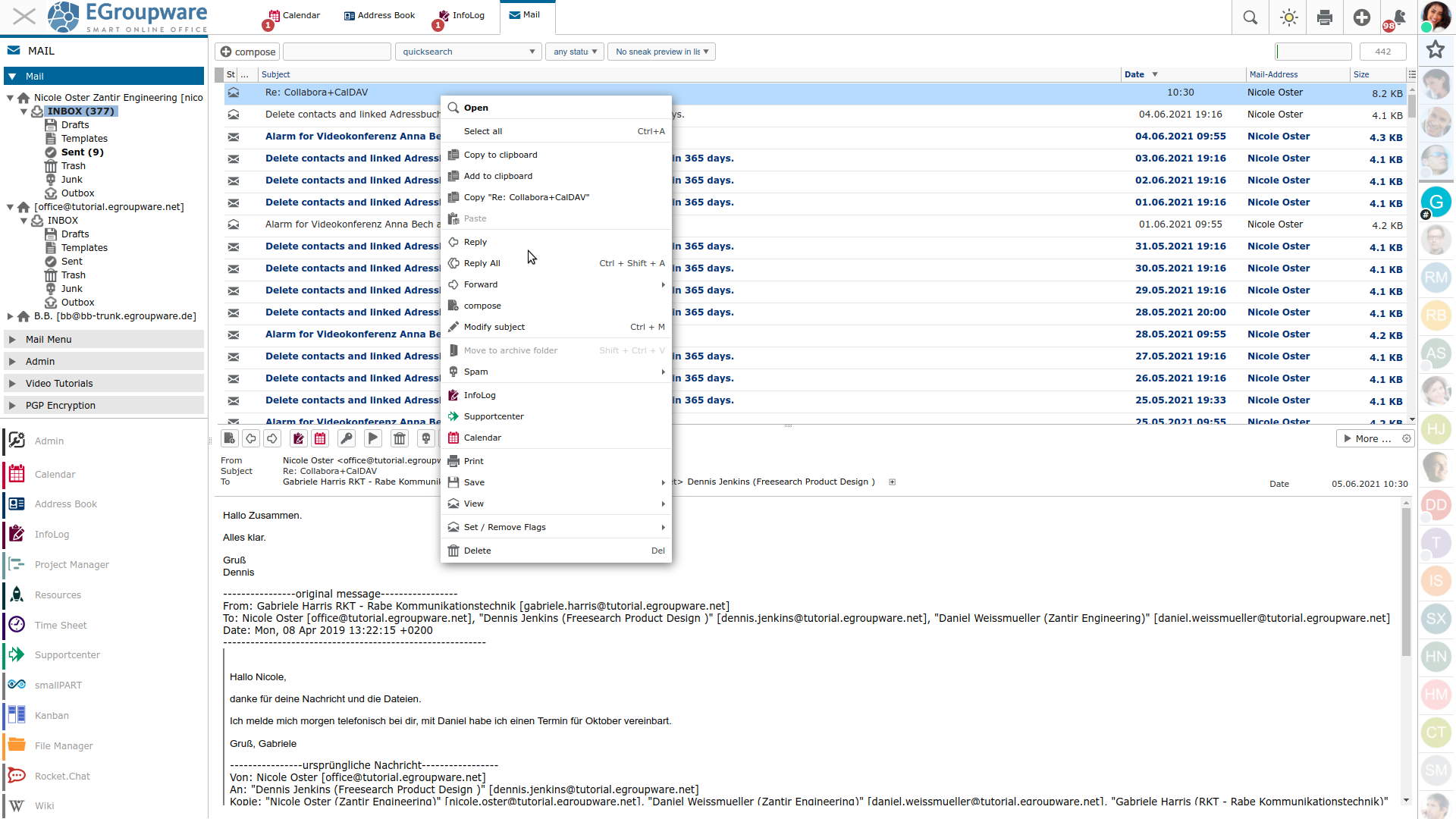
EGroupware E-Mail-Client im Desktop-Webbrowser mit Kontextmenü
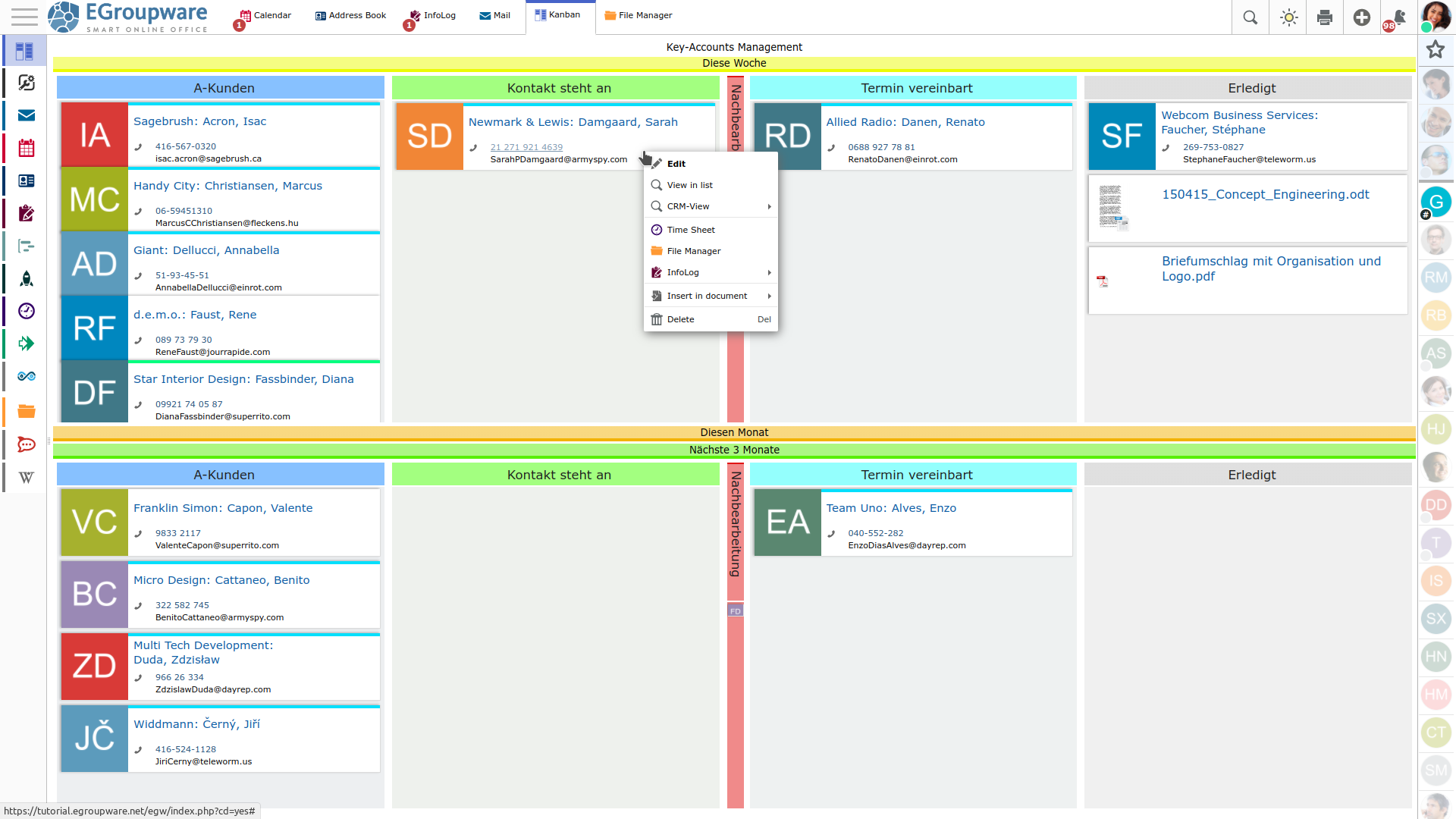
EGroupware Kanban im Desktop-Webbrowser mit Kontextmenü
EGroupware Dateimanager (Listenansicht) im Desktop-Webbrowser mit Kontextmenü
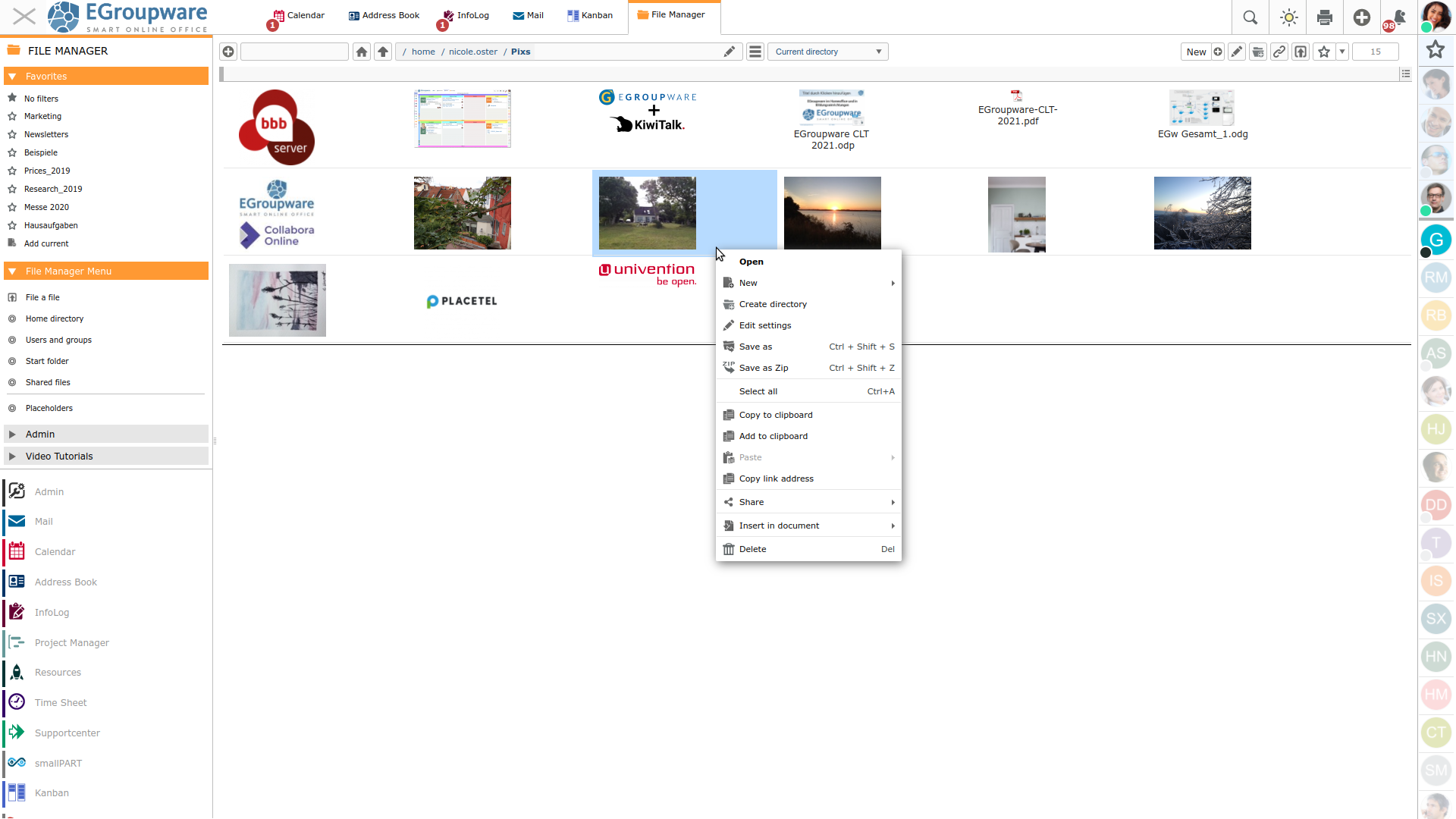
EGroupware Dateimanager (Kachelansicht) im Desktop-Webbrowser mit Kontextmenü
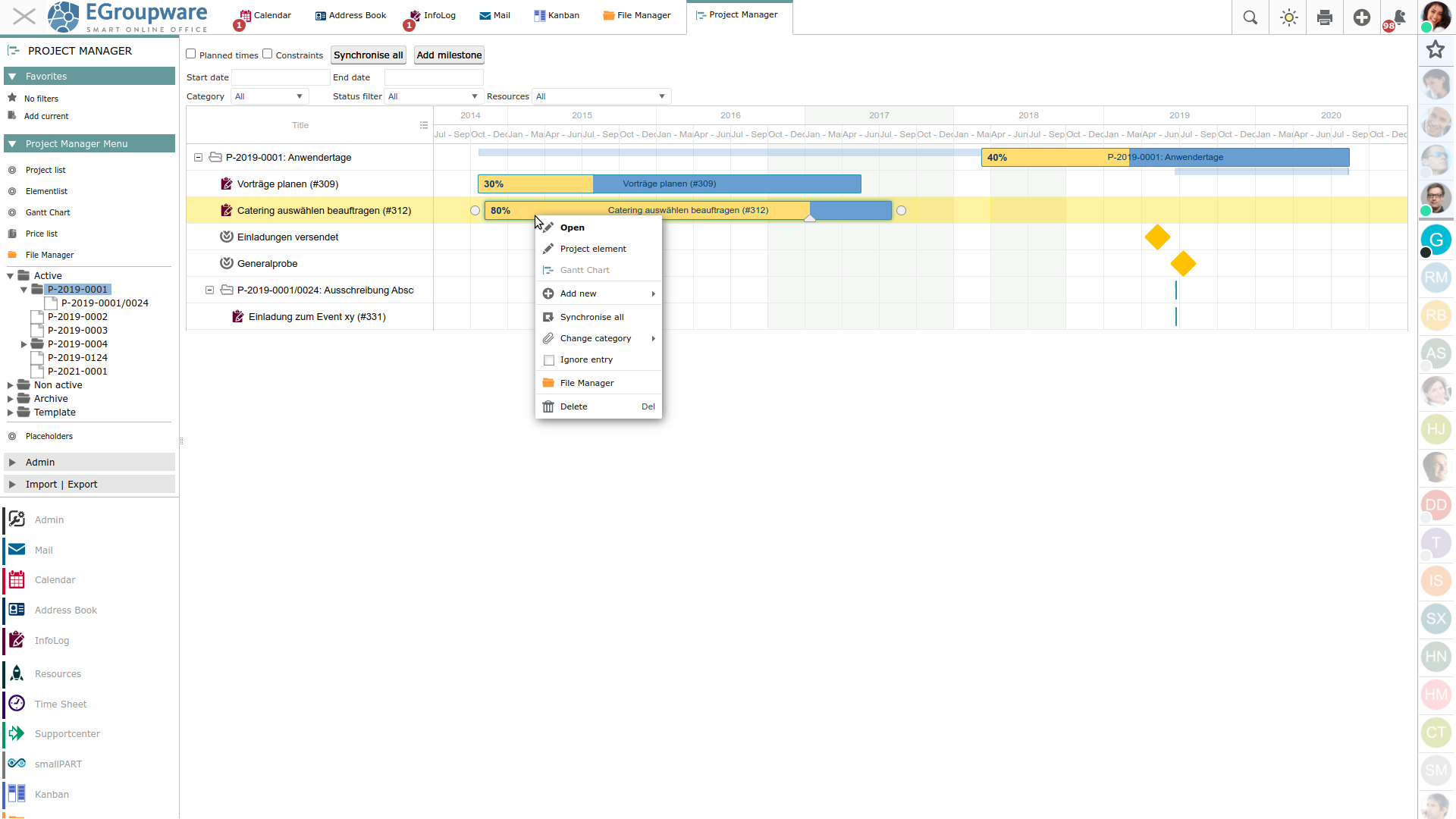
EGroupware Projektmanager (Gantt-Ansicht) im Desktop-Webbrowser mit Kontextmenü
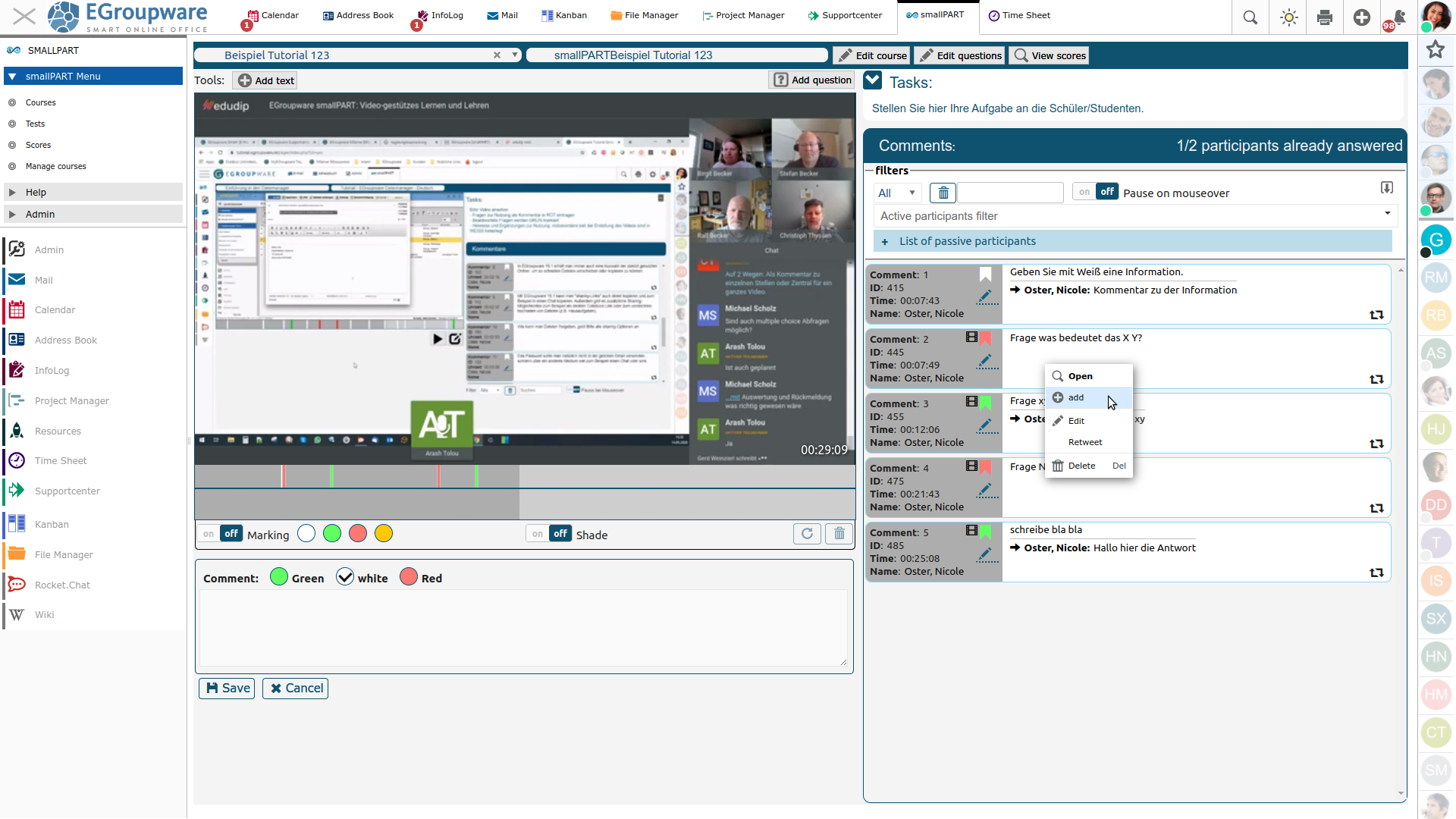
EGroupware smallPART im Desktop-Webbrowser mit Kontextmenü
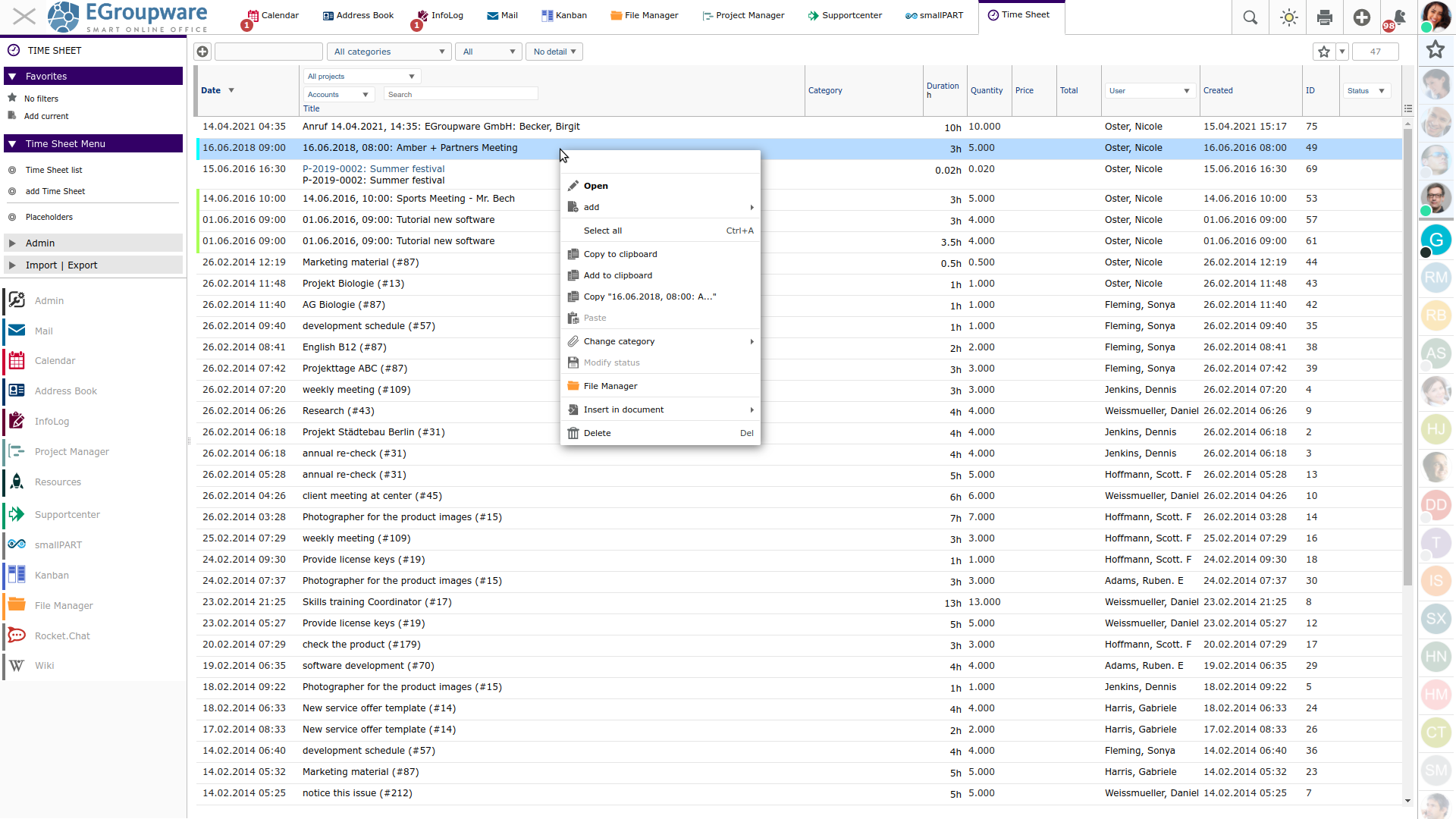
EGroupware Stundenzettel im Desktop-Webbrowser mit Kontextmenü
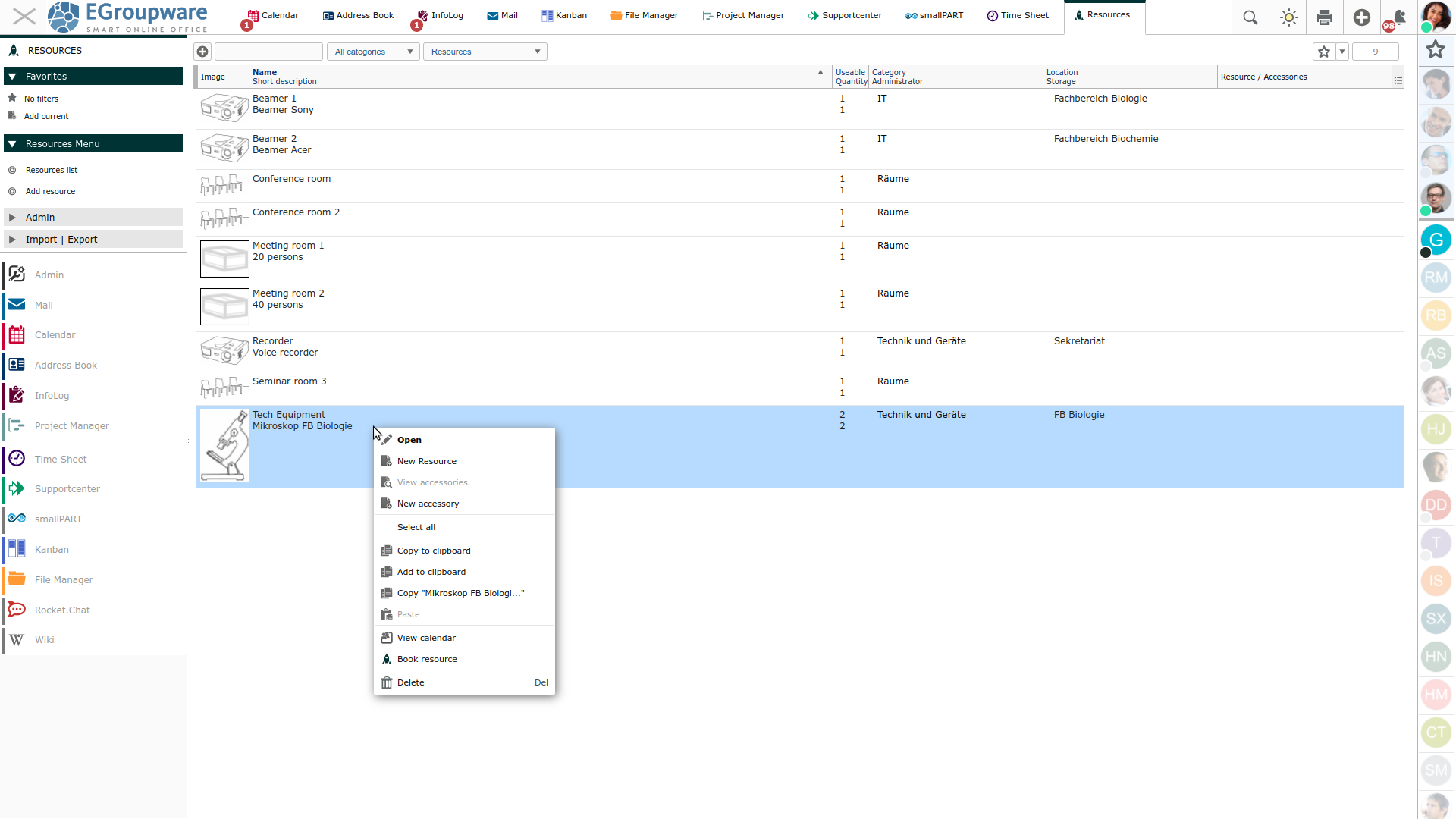
EGroupware Ressourcen im Desktop-Webbrowser mit Kontextmenü
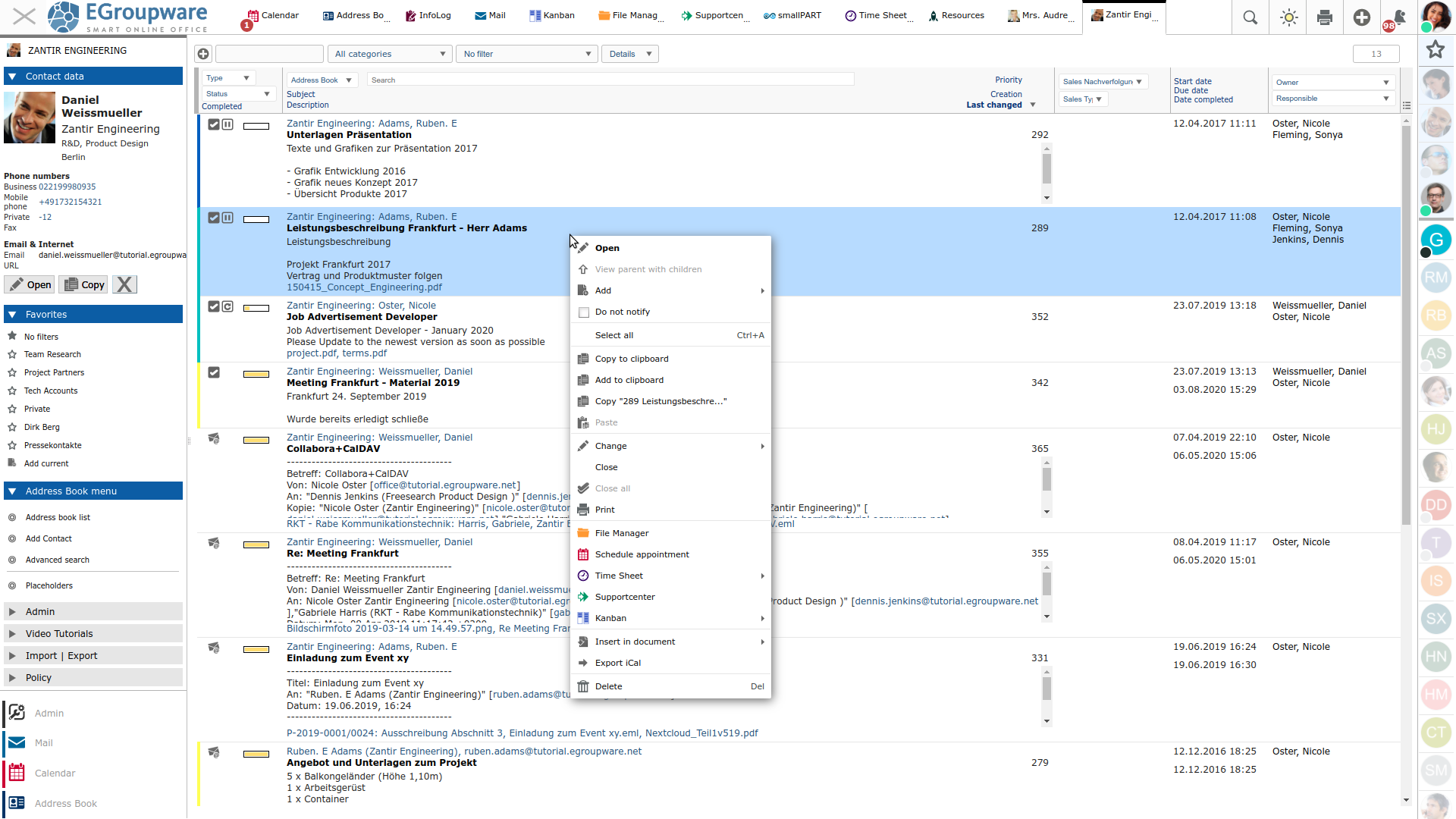
EGroupware CRM-Ansicht (Aufgaben) im Desktop-Webbrowser mit Kontextmenü